# Síofra O'Leary
Síofra O'Leary (Dublino, 20 settembre 1968) è una giudice irlandese, presidente della Corte europea dei diritti dell'uomo (2022 – 2024).

## Biografia
O'Leary si laurea presso la sua città natia in diritto civile e successivamente continua la propria formazione in ambito giuridico a Firenze, presso l'Istituto universitario europeo. Nel 1994, inizia la sua attività accademica prestata presso diverse città europee. Nel 1996 lavora presso la Corte di giustizia dell'Unione europea e dal 2 luglio 2015 viene nominata giudice presso la Corte europea dei diritti dell'uomo, divenendone presidente di sezione e vice presidente dal 1º gennaio 2022. Il 19 settembre dello stesso anno viene eletta presidente,
entrando in tale ruolo dal 1º novembre successivo e divenendo, così, la prima donna a ricoprire tale incarico, sino al 1º luglio 2024.